# Tylophora silvestris
Tylophora silvestris är en oleanderväxtart som beskrevs av Ying Tsiang. Tylophora silvestris ingår i släktet Tylophora och familjen oleanderväxter. Inga underarter finns listade i Catalogue of Life.